# Oldman (rei)
Oldman (-1687) foi rei da Nação Misquita desde 1625 até sua morte em 1687. Era filho de um chefe misquito. Este rei anterior foi para a Inglaterra, de acordo com um memorial deixado na Jamaica por um de seus descendentes, durante o reinado de Carlos I, mas durante o tempo em que a Providence Island Company operava na região. Ele foi seguido por outro visitante, supostamente um "príncipe" do mesmo grupo.
De acordo com o testemunho de seu filho Jeremy I, registrado em 1699 por uma testemunha inglesa, Oldman foi levado para a Inglaterra e recebido em audiência pelo dito "seu irmão rei", Carlos II"logo após a conquista da Jamaica" (1655) . Ele recebeu um chapéu de renda como uma espécie de coroa e uma comissão por escrito "para gentilmente usar e aliviar os ingleses desgarrados que pudessem passar por ali".
Ele foi sucedido em 1687 por seu filho, Jeremy I.